# Gottlieb Duttweiler
Gottlieb Duttweiler (Zurigo, 15 agosto 1888 – Zurigo, 8 giugno 1962) è stato un imprenditore e politico svizzero.
Fondatore del gruppo di grande distribuzione Migros e dell'Anello degli Indipendenti, partito politico svizzero di centro sinistra attivo dal 1936 al 1999, nel 1935 e nel 1939 è stato presidente del Consiglio Nazionale del Parlamento Federale.

## Giovinezza e fondazione della Migros
Compiuti gli studi di apprendistato commerciale nel 1907 Duttweiler si impiega presso una piccola ditta commerciale e sposa, nel 1913, Adele Bertschi con la quale vive a Zurigo fino al 1923, anno in cui la Pfister & Sigg, impresa per la quale era impiegato, fa fallimento costringendo la coppia a tentare la via dell'emigrazione in Brasile dove l'ex commesso troverà lavoro come impiegato in una piantagione di caffè.
Nel 1925, al ritorno in Svizzera, tenterà immediatamente la fondazione di una piccola impresa commerciale, la Società Anonima (SPA) Migros, tentando di proporre una nuova via del commercio al dettaglio, Duttweiler, acquisterà 5 automezzi, attraverso i quali acquistare e distribuire merci direttamente dal produttore al consumatore finale, con lo scopo di ridurne il prezzo.
L'idea si rivelerà estremamente funzionale in anni in cui la Svizzera, come il resto d'Europa affronta una serie di gravi crisi economiche; ben presto Migros diverrà una delle maggiori catene di commercio al dettaglio del Paese.
Nel 1941 Duttweiler e la moglie trasferiscono i titoli di proprietà di quello che ormai è diventato un grande gruppo commerciale ai clienti di quest'ultimo, Migros viene trasformata una federazione di cooperative e munita di uno statuto che le impone di destinare parte degli utili ad attività di utilità sociale (particolarmente nel campo della cultura), ciò che permetterà, già nel 1944 di fondare una prima rete di scuole destinate alla diffusione della cultura popolare.
Il 27 marzo 1941, su iniziativa di Charles Hochstrasser, Gottlieb Duttweiler acquista la FMG (Ferrovia Monte Generoso), una ferrovia a scartamento ridotto e a cremagliera che parte da Capolago, sul Lago di Lugano, e raggiunge la vetta del Monte Generoso.

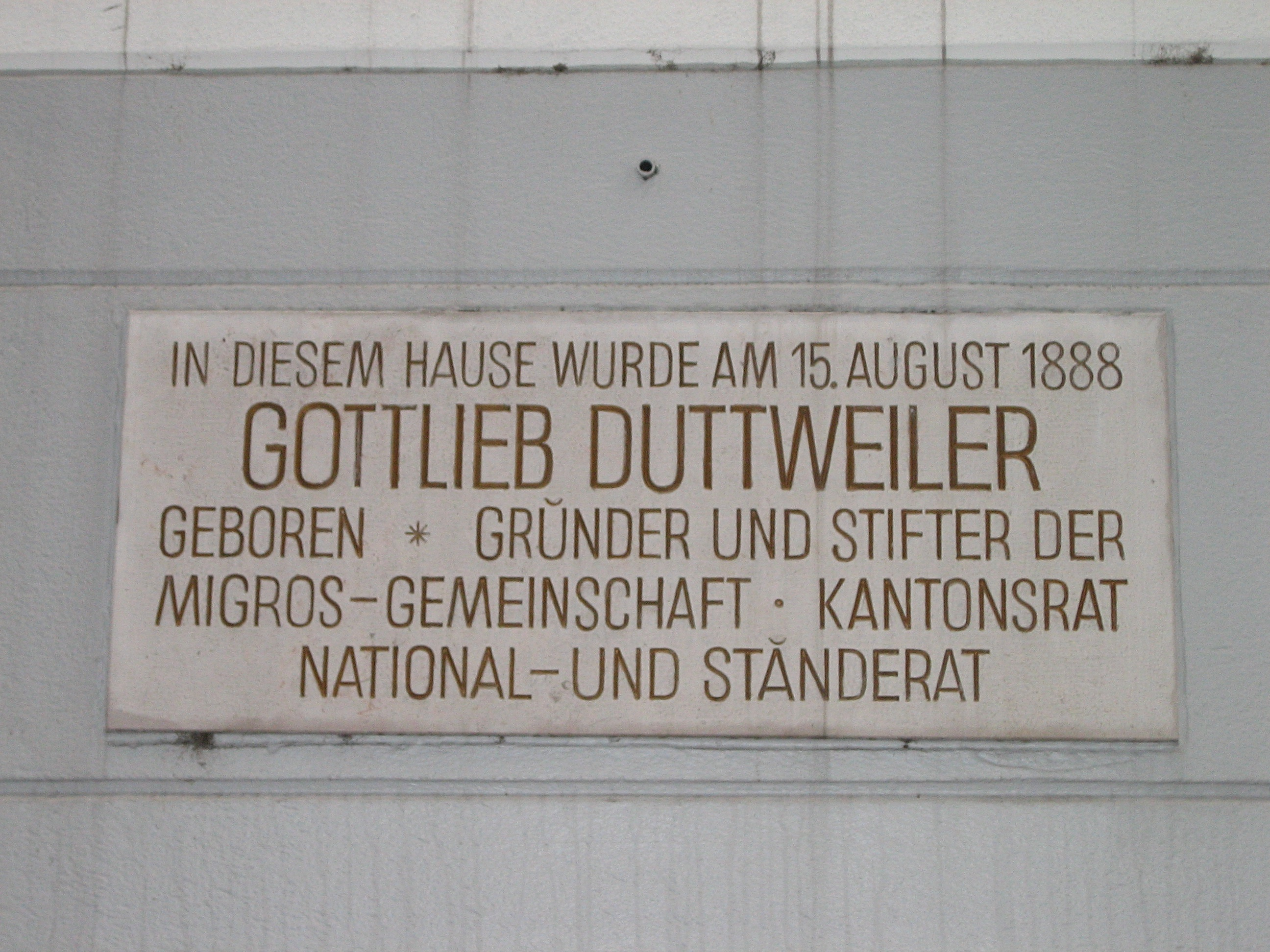
Targa apposta sulla sua casa di nascita a Zurigo

## Attività politica
Nel 1934 Duttweiler fa parte, con Georges Oltramare, del comitato diretto da Arthur Fonjallaz che lancia un'iniziativa popolare federale per modificare l'articolo 56 della Costituzione federale, che garantisce il diritto d'associazione,  escludendo esplicitamente le « associazioni massoniche, le logge massoniche e gli Odd Fellows, come tutte « le associazioni affiliate o simili », che sarebbero proibite sul territorio della Confederazione. 
Nel 1935 Duttweiler fonda l'Alleanza degli Indipendenti che si presenta alle elezioni federali di quell'anno guadagnando 7 seggi alla camera bassa.
In origine l'AdI vuole essere solo un'associazione, non un partito politico, e centra la propria attività su un obiettivo principale: portare le forze politiche che rappresentano la parte più progressista della borghesia e quelle che rappresentano il proletariato urbano e agricolo a fare fronte comune per realizzare comuni obiettivi di eguaglianza e giustizia sociale.
Fallito però rapidamente l'obiettivo di aggregare altre forze politiche l'AdI, nel 1936, si costituisce in partito politico di ispirazione liberal socialista.
Il movimento politico, pur sviluppandosi anche in chiave autonoma, resterà però sempre molto legato alla figura del proprio fondatore (che ne rimarrà presidente fino alla morte), tanto da subire dopo la sua scomparsa un inarrestabile declino che, nel 1999, lo porterà al definitivo scioglimento.

## Gottlieb Duttweiler Institut
Ultima eredità di Duttweiler sarà il Gottlieb Duttweiler Institut (GDI), una fondazione no-profit che ha lo scopo di promuovere ricerche nel campo dell'economia e dello sviluppo sociale caratterizzate dall'esplorazione di visioni "non convenzionali" e atipiche, sempre con lo scopo di promuovere un'organizzazione dell'economia maggiormente equa e ispirata a valori di responsabilità sociale.
Il GDI è attivo da oltre quarant'anni come centro studi e casa editrice.